# Camerata di Kiev

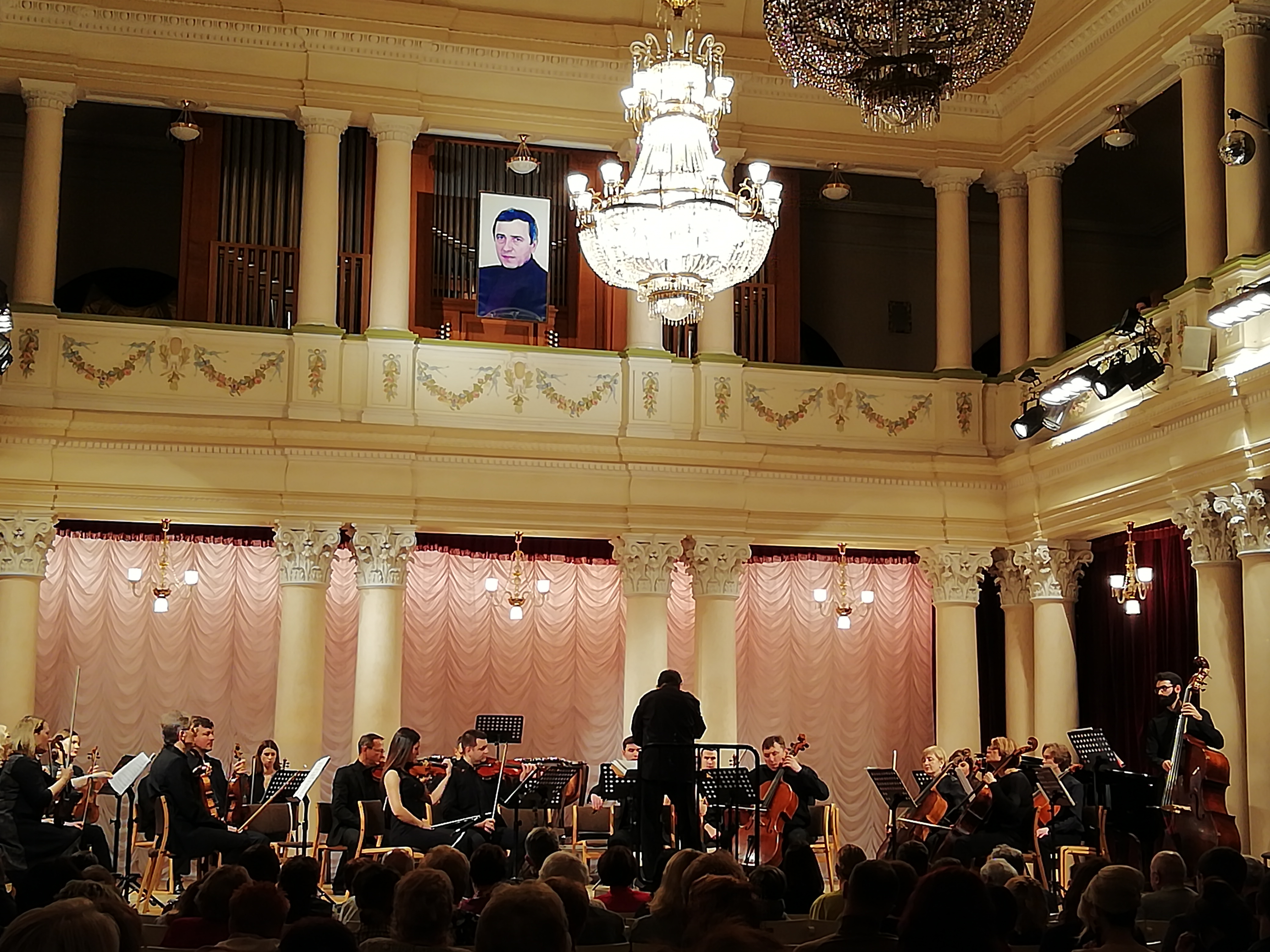
Camerata di Kiev, concerto tenuto in occasione del 75º anniversario della Filarmonica Nazionale dell'Ucraina

La Camerata di Kiev è un ensemble musicale di Kiev in Ucraina. La sfera principale dell'attività creativa dell'ensemble è la promozione della musica di compositori ucraini e la rappresentazione del loro lavoro all'estero. Il gruppo commissiona anche nuove opere di musica patriottica.

## Storia
Fondata nel 1977 sulla base di un'impresa di Valerij Matjuchin, si è specializzata nell'esecuzione della musica ucraina moderna, in seguito il suo lavoro ha coperto opere di epoche e generi diversi. Negli anni il gruppo è stato guidato da Jevhen Stankovyč, Myroslav Skoryk e Ivan Karabyc'. Nell'agosto 1993, all'ensemble è stato concesso lo statuto statale e nel 2000 quello nazionale.
Negli anni della sua esistenza, l'ensemble ha fatto un gran numero di anteprime di opere di compositori ucraini contemporanei: Valentyn Syl'vestrov, Volodymyr Zubyc'kyj, Ivan Karabyc', Jevhen Stankovyč, Myroslav Skoryk, O. Kiva, Jurij Iščenko, Igor Ščerbakov, Hanna Gavrylec', Karmella Cepkolenko, I. Kyrylina, O. Levkovyč, V. Hubarenko, V. Zagorcev, Ja. Vereščagin, Zoltan Almaši, Oleksandr Šimko e altri. L'ensemble collabora anche con i cantanti Nina Matvijenko, Oleksandr Vasylenko e Ljudmyla Vojnarovs'ka.
L'ensemble ha partecipato a festival di musica accademica in Ucraina, Germania, Austria, Francia, Stati Uniti, Cina, Polonia, Grecia, Russia, Paesi baltici, Armenia e Georgia.

## Discografia
- Tsepkolenko K. Sinfonia da camera "Parallels", "Les Royal" per FP. trio, "Preferenza notturna" per clarinetto, Rev., FP. e batteria, Quartetto di sassofoni: "Kyiv Chamber" p / k V. Madre Hina. - O.: ELCI-record, 1995;
- Stravinskij I. "Dumbarton Oaks", Wagner P. "Siegfried-Idyll", Karabyc' I. Concerto per 5 strumenti, Balej V. "Apple of Adam": "Kyiv Chamber" di V. Matjuchin. - K.: Arcadia-Sinfonia, 1996;
- Musica accademica mondiale: Mozart VA Symphony № 29;
- Mahler G. Sinfonia № 10, Schoenberg A. "Notte illuminata": "Kyiv Chamber", direttore d'orchestra. V. Balej. - K.: Arcadia, 1999;
- "Perle dei secoli passati": romanzi e canzoni popolari ucraine: O. Stupak (Olesya Charivna) e "Kyiv Chamber" di V. Matjuchin. - К ., Симфокар, 2002. - 053-S-021-2;
- Dialoghi musicali: Ucraina-Austria. Bortnjans'kyj D. Quintetto per pianoforte, scr., Viola, Rev. e arpe;
- Sinfonia da concerto per pianoforte, quartetto d'archi, fagotto e arpa;
- Mozart W. E. Fantasia per pianoforte meccanico e archi, orchestra in fa minore, K-608. Orco. trascrizione E. Stankovyč;
- Concerto per la classe. con l'orco Un maggiore, K-622. - K.: Oberig, 2003;
- Syl'vestrov V. meditazioni;
- Sinfonia per il Rev. e kam. orchestra: Kyiv Chamber, V. Matjuchina, I. Kucher (Rev.). - Černivci, 2004. - К 608209 Б
- Stankovyč E. Opera per scr. dall'orchestra: "Kyiv Chamber" p / k V. Matjuchin, B. Pivnenko Skr.). - Černivci, 2006. - К 742794;
- Doppio - Kiva O. Opere per voce e orchestra: "Kyiv Chamber" di V. Matjuchin, solisti N. Matvijenko, I. Semenenko, L. Vojnarovs'ka, V. Bujmister, D. Vyšnja. - К.: Атлантик, 2007. - K 961322 A;
- Ščerbakov I, Sinfonie da camera: "Kyiv Chamber" di V. Matjuchin, solisti B. Pivnenko (abbr.), A. učapec' (viola). - К .: Атлантик, 2007. - K 959610 TO;
- Stankovyč E. Chamber opere: "Kyiv Chamber" di V. Matjuchin, solisti B. Pivnenko (abbr.), A. Tučapec' (viola), E. Orkin (clarinetto). - К .: Атлантик, 2007.